# Peugeot 107
La Peugeot 107 è un'autovettura di piccole dimensioni prodotta dalla casa francese Peugeot dal 2005 al 2014 per colmare il vuoto lasciato l'anno precedente dall'uscita di produzione della 106.
L'auto è stata sostituita, dopo quasi 10 anni di carriera, dalla 108, più grande e spaziosa di quest'ultima.

## Storia e profilo

### Esordio
Nata dal cosiddetto progetto B-Zero sviluppato assieme a Citroën e Toyota, la 107 è stata posta in produzione assieme alle altre sue due gemelle che ne sono derivate, ossia la Citroën C1 e la Toyota Aygo. Come le sue sorelle, la 107 viene prodotta negli stabilimenti TPCA di Kolín, nella Repubblica Ceca.
La 107 è erede dei modelli di base della gamma 106, in particolare dei modelli 954i e 1.5 D, mentre le altre versioni della popolare utilitaria francese sono state sostituite da altri modelli, facenti però parte della gamma 206.
La 107 ha esordito a Ginevra nel marzo 2005, assieme ai due modelli gemelli.

### Linea e interni

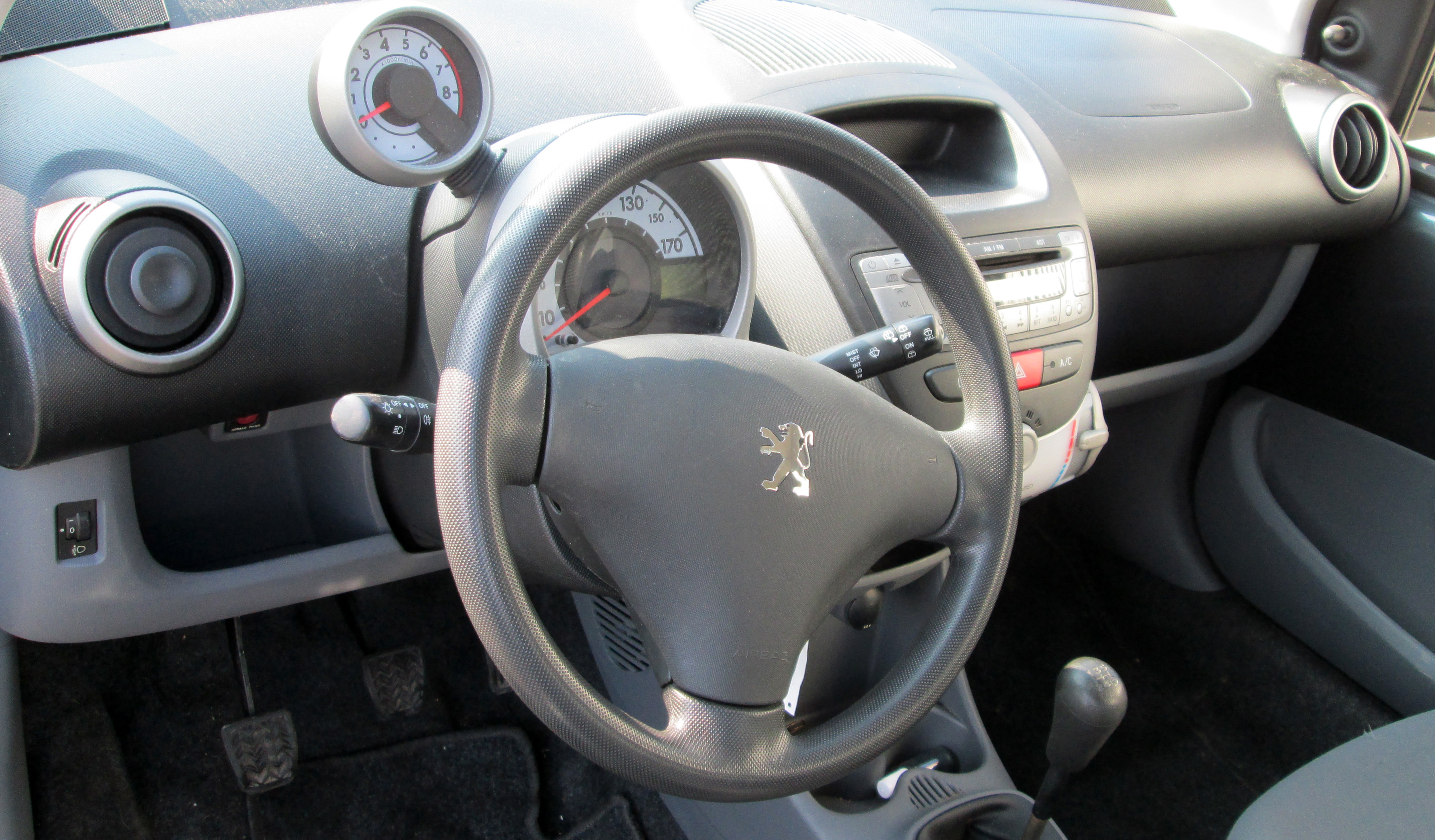
Interni di una 107

Rispetto alla sua antenata, la 107 ha un look decisamente più moderno, ma molto meno sportiveggiante: le sue linee sono molto più da tranquilla citycar che non da vettura utilizzabile sia in città sia in pista. La 107 è inoltre nettamente più corta rispetto alla 106, con i suoi 3,43 metri di lunghezza contro i 3,68 dell'antenata. In compenso è più alta, in modo tale da far sentire a proprio agio anche gli occupanti di statura maggiore.
I fari posteriori sono sensibilmente differenti da quelli della Aygo, mentre sono quasi identici a quelli della C1, cambiano solo per il fatto di utilizzare plastiche rosse anziché trasparenti. Differenti anche il paraurti anteriore e il profilo del padiglione posteriore. Alcune ulteriori differenze con le altre due "sorelle" si hanno nelle dotazioni, leggermente differenti l'una dall'altra.
Disponibile con carrozzeria due volumi a 3 o 5 porte, la 107 mantiene quindi il corpo vettura a due volumi dalle forme arrotondate già presente nelle altre due vetture. La 107 è omologata per 4 posti: in rapporto alle piccole dimensioni da citycar, l'abitabilità è buona, persino per chi viaggia dietro. Il posto guida è caratterizzato dal disegno della strumentazione, con il tachimetro in posizione principale e il contagiri in posizione separata, più in alto, e collegata al tachimetro mediante un piccolo braccetto. Non mancano vari portaoggetti per rendere più pratico l'utilizzo della vettura. Il vano bagagli offre una capienza di 139 litri, che possono aumentare a 751 abbattendo lo schienale.

### Struttura e meccanica
Strutturalmente identiche fra loro, le tre vetture nate dalla joint-venture TPCA, montano soluzioni classiche per la base meccanica, a partire dall'avantreno MacPherson, passando per il retrotreno a ruote interconnesse con assale torcente. Molle elicoidali e ammortizzatori telescopici completano il quadro delle sospensioni. Stesso discorso per l'impianto frenante, che è di tipo misto, cioè prevede dischi all'avantreno e tamburi al retrotreno. L'ABS è di serie, così come il ripartitore elettronico di frenata (EBD).
Come le due "sorelle", la 107 è disponibile al suo esordio con un solo motore, vale a dire il tricilindrico da 998 cm³ con potenza massima di 68 CV.

Vale la pena sottolineare che l'unità a benzina è di origine Daihatsu, da anni nell'orbita della Toyota, ed è lo stesso progettato per la versione 2005 della Sirion. Quanto alle prestazioni, sono tipiche di una city-car, con una velocità massima di 157 km orari. Normalmente la vettura monta un cambio manuale a 5 marce, ma era disponibile anche un cambio robotizzato 2-Tronic a 5 rapporti se si sceglie il livello di allestimento maggiore.
Ovviamente i consumi e i costi di esercizio sono piuttosto bassi, mentre la dotazione di serie è in linea con la concorrenza. Tipica auto cittadina degli anni Duemila, la 107 trova il suo terreno migliore proprio nelle strade urbane, dove si sposta con agilità e dà pochi problemi in fase di parcheggio. Può comunque essere utilizzata, specie nella versione a gasolio, anche per spostamenti in strade extraurbane e autostrade, sempre che non si pretenda molto dall'accelerazione e dalla ripresa.

### Allestimenti e dotazioni
Al suo esordio la 107 era disponibile in due livelli di allestimento:
- Desir, livello di base la cui dotazione comprendeva: doppio airbag frontale, ABS, immobilizer, volante regolabile e cinture di sicurezza con pretensionatore;
- Plaisir, livello di punta: la sua dotazione comprende quanto già visto nell'allestimento inferiore più gli airbag laterali e i poggiatesta posteriori.

A richiesta, su tutta la gamma era possibile avere: airbag per la testa, autoradio e vernice metallizzata. Per il solo allestimento Plaisir era inoltre possibile avere, come già detto, il cambio automatico robotizzato a 5 marce e il climatizzatore, mentre per il livello Desir era possibile comunque avere con sovrapprezzo gli airbag laterali e i poggiatesta posteriori.

## Evoluzione
La 107 entra in listino durante l'estate del 2005: alla fine dello stesso anno la gamma si amplia con l'arrivo della versione a gasolio, spinta da un 1.4 HDi turbodiesel common rail da 54 CV. Tale motore è stato sviluppato qualche anno prima dal Gruppo PSA in collaborazione con il gruppo Ford.
Nel 2006 viene introdotta la 107 Sweet Years nata da una partnership con la nota azienda di abbigliamento fondata dai calciatori Christian Vieri e Paolo Maldini. Come il marchio Sweet Years è una vettura dedicata ai più giovani. È un allestimento speciale della piccola Peugeot, che esternamente viene personalizzata con un badge "Sweet Years" sulle portiere e al tipico "cuoricino" nella parte posteriore. La dotazione di sicurezza è stata arricchita con l'installazione di serie sia dell'ESP (che è in opzione sulle versioni Plaisir e Urban Move), sia del navigatore con etilometro integrato Geosat 6 Drive Safe.

### Restyling 2008

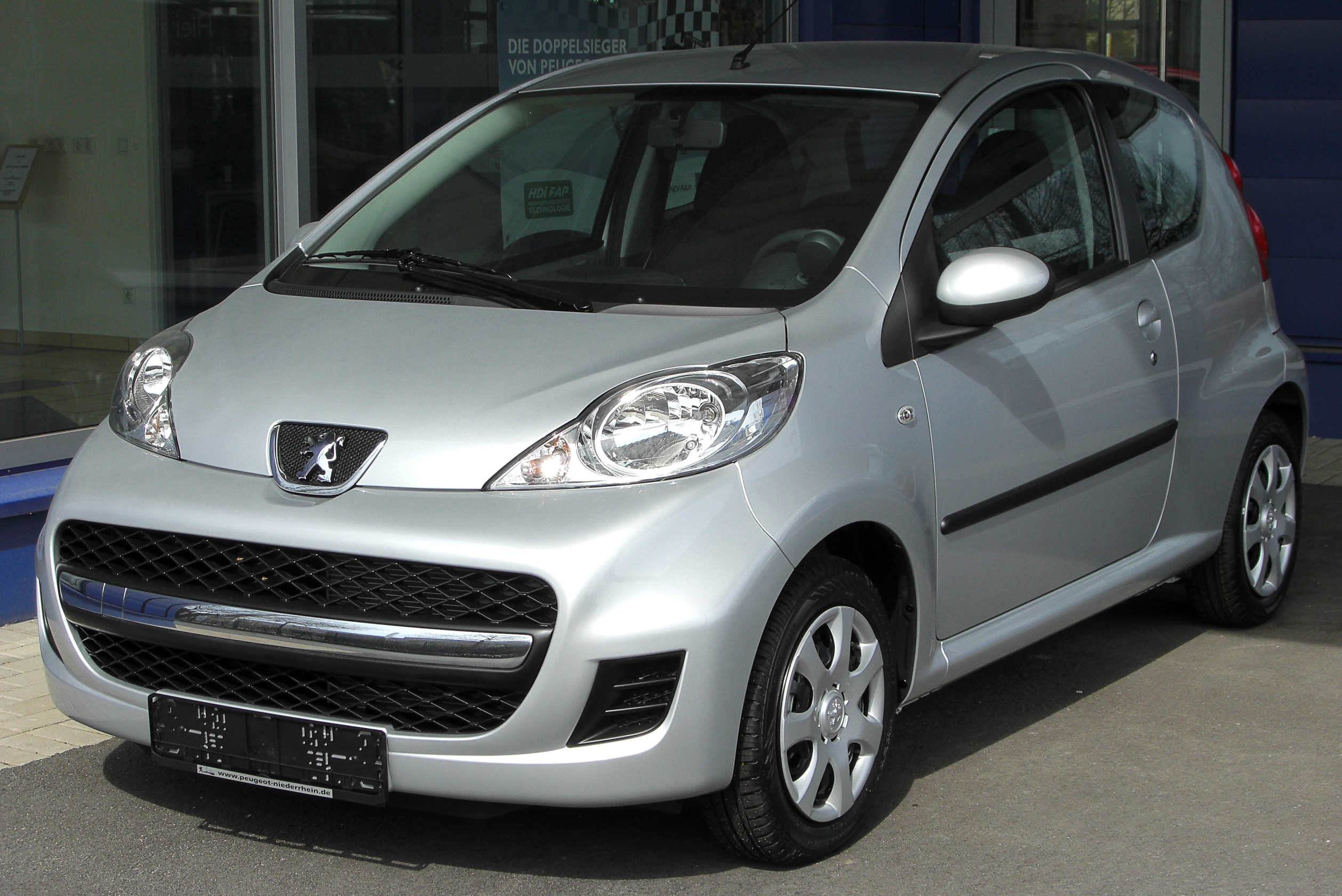
Vista frontale di una 107 dopo il restyling del 2008

Nel novembre 2008 la 107 è stata sottoposta a un restyling che ha interessato in primo luogo il frontale, reso più aggressivo grazie a una "bocca" anteriore ridisegnata. Aggiornamenti anche al posteriore e negli interni, con una plancia e un quadro strumenti rinnovati.
Nel 2010, per festeggiare il suo bicentenario la Peugeot ha lanciato, oltre che la versione speciale della Peugeot 207 Millesim 200, anche la serie speciale della 107 Millesim 200. Un'autovettura ricca di particolari basata sul modello Urbans Plus.
Nell'anno seguente, però, viene anche tolta di produzione la versione a gasolio, lasciando nuovamente il tricilindrico Daihatsu come unica scelta disponibile.

### Restyling 2012

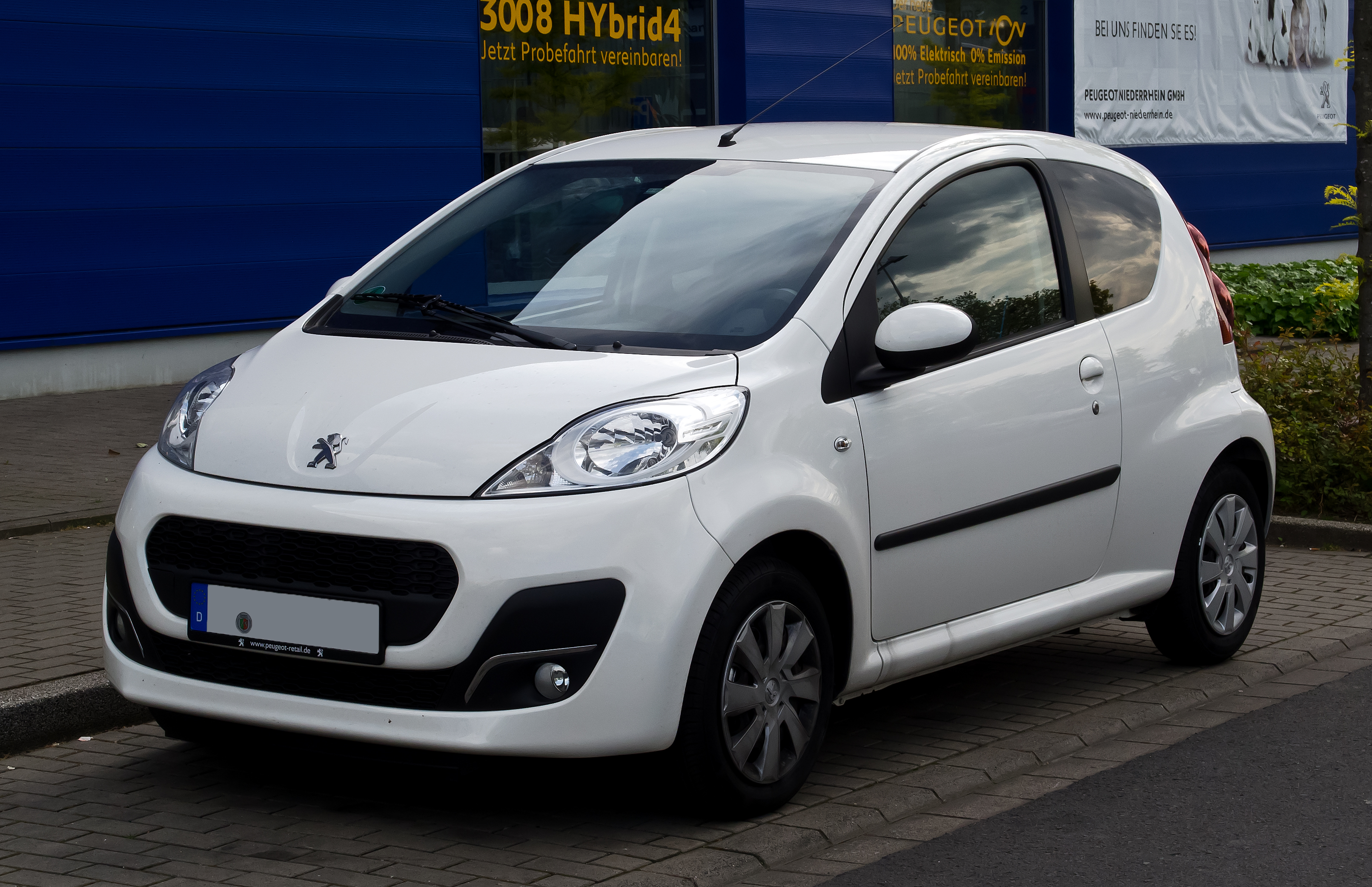
Vista frontale di una 107 dopo il restyling del 2012

Verso la fine del 2011 cominciarono ad apparire i primi rendering relativi all'erede della 107, che secondo le indiscrezioni di quel periodo avrebbe dovuto esordire di lì a un anno. In realtà nel gennaio 2012, al Salone dell'automobile di Bruxelles, venne presentata una 107 nuovamente aggiornata nell'estetica. Si trattò del secondo restyling per l'utilitaria francese, avvenuto in contemporanea con la "sorella" C1. A beneficiare dell'aggiornamento, che fu chiamato Access, fu specialmente il frontale, con un nuovo scudo paraurti ancor più aggressivo e suddiviso in due parti, il cofano ridisegnato e l'arrivo delle luci a led. Posteriormente, invece, le plastiche dei fari sono più scure. Invariata la gamma motori.
Dopo che nel 2005 la Citroën C1 (nata dallo stesso progetto) aveva ottenuto 4 stelle, l'ente Euro NCAP, nel 2012, testa la Toyota Aygo coi parametri introdotti dal 2009, allargando i risultati anche ai modelli gemelli. In questo nuovo test sono state assegnate 3 stelle di valutazione e l'ente ha obbligato dal giugno 2013 di avere di serie gli airbag laterali, i poggiatesta posteriori e l'ESP sin dalle versioni base.
Nel 2013 comincia la fase calante: l'auto, da giugno, sarà disponibile con il M.Y. 2014, in cui ci sono di serie airbag laterali ed ESP per tutte le versioni ed esordiscono nuovi colori, tra cui le combinazioni bicolore Noir-Plum e Plum-Noir.
A dicembre del medesimo anno il cambio automatico 2Tronic cambia nome e diventa EMP5.
Nella prima parte del 2014 si diffondono in rete le immagini ufficiali della 108, che sarà poi presentata al Salone dell'automobile di Ginevra 2014. Nonostante ciò, la 107 uscirà di produzione a metà 2014, ma rimarrà in listino per tutto l'anno.

## Riepilogo caratteristiche
| Modello     | Motore | Cilindrata cm³ | Potenza CV/rpm | Coppia Nm/rpm | Cambio/ N° rapporti | Massa a vuoto (kg) | Velocità max (km/h) | Acceler. 0–100 km/h | Consumo (l/100 km) | Emissioni CO2 (g/km) | Anni di produzione |
| 107 1.0     | 1KR-FE | 998            | 68/6000        | 93/3600       | M/5                 | 790                | 157                 | 13"7                | 4,6                | 109                  | 2005-14            |
| 107 1.4 HDi | DV4TD  | 1398           | 54/4000        | 130/1750      | M/5                 | 880                | 154                 | 15"6                | 4,1                | 109                  | 2005-11            |